# Goiânia
Goiânia – miasto w środkowej Brazylii liczące razem z przedmieściami 2,2 mln mieszkańców, założone w latach 30. XX w. jako stolica stanu.

## Historia
Miasto zostało utworzone w 1933 roku. W 1937 roku rozpoczęto przenoszenie do Goiânii rządu stanowego, który w 1942 roku oficjalnie rozpoczął prace w nowej stolicy. W 1987 roku w mieście doszło do skażenia promieniotwórczym izotopem cezu 137Cs. W wyniku napromieniowania siedem osób zmarło. 100 000 osób zostało narażone na kontakt z radioaktywną substancją, z czego 1000 otrzymało dawki większe niż roczna dawka promieniowania naturalnego.

## Gospodarka
Ośrodek przemysłu spożywczego, włókienniczego, chemicznego i drzewnego oraz wydobycia rud miedzi, niklu, złota i diamentów.